# Halo (singel Beyoncé)
Halo – piosenka amerykańskiej wokalistki rhythm and bluesowej Beyoncé Knowles, pochodząca z jej trzeciego albumu studyjnego, I Am... Sasha Fierce. 20 stycznia 2009 roku została wydana jako czwarty singel promujący płytę w Stanach Zjednoczonych.
Piosenka otrzymała pozytywne opinie od krytyków, a po śmierci Michaela Jacksona została przeobrażona w hymn na jego cześć. Beyoncé zadedykowała „Halo” ofiarom tragicznego trzęsienia ziemi na Haiti, kiedy to podczas telethonu telewizyjnego Hope for Haiti Now: A Global Benefit for Earthquake Relief wykonała utwór w duecie z Chrisem Martinem.
„Halo” otrzymał nagrodę Grammy za najlepsze kobiece wokalne wykonanie popowe, a także był nominowany w kategorii nagranie roku. Poza tym utwór zdobył statuetkę dla najlepszej piosenki na gali MTV Europe Music Awards.

## Tło
Ryan Tedder zaprzeczył doniesieniom, jakoby „Halo” miała zostać napisana z myślą o Leonie Lewis. Przyznał on, że zaoferował piosenkę Leonie dopiero wtedy, gdy Beyoncé nie miała czasu jej nagrać:

Wybuchł ogromny skandal, że „Halo” została stworzona dla Leony. Jednak to nigdy nie miało miejsca, usypiam teraz wszystkie plotki. Piosenka napisana została dla Beyoncé. Beyoncé zwlekała jednak z nagraniem jej, a ja nie miałem z nią kontaktu i nie wiedziałem, czy zamierza to zrobić, czy nie. Pomyślałem, że byłby to świetny singel dla Leony. Kiedy masz tak wyjątkową piosenkę jak „Halo”, nie chcesz, aby ktoś inny ją wykorzystał. Więc czasami musisz powiedzieć sobie: „muszę zaangażować w to kogoś innego”, aby to udowodnić. Niemądrze powiedziałem osobom z otoczenia Leony „Mam coś dla kolejnego artysty z A-listy i jestem pewien, że oni to wezmą, ale jeśli nie, chcę wiedzieć, czy podoba wam się na tyle, by rozważyć nagranie.” Wysłałem im piosenkę, którą pokochali i natychmiast powiedzieli, że chcą ją nagrać. Wtedy ja zareagowałem: „Czekajcie, czekajcie, czekajcie, nie, ona jeszcze nie jest wolna!”

Według współautora piosenki, Evana Bogarta, Simon Cowell, który reprezentował Leonę Lewis był niezadowolony z faktu, że Beyoncé zdecydowała się nagrać „Halo”. Spekulowano nawet, że Cowell mógł mieć coś wspólnego z nagłośnieniem plotek o tym, że utwór napisany został dla Lewis.

### Kontrowersje związane z Kelly Clarkson
Tedder pracował z Kelly Clarkson nad jej albumem All I Ever Wanted oraz był współautorem piosenki „Already Gone”. Wokalistka oskarżyła Teddera o to, że użył tej samej aranżacji w dwóch różnych ścieżkach. Uznała również, że ludzie pomyślą, iż to ona ukradła melodię z utworu Knowles.

Ryan i ja poznaliśmy się w wytwórni zanim rozpoczął pracę z pozostałymi artystami. Napisaliśmy razem około sześć piosenek, z których cztery lub pięć znalazło się na moim albumie. Wszystko było w porządku. Nigdy nie słyszałam o piosence „Halo”. Album Beyoncé ukazał się, kiedy mój był już tłoczony. Nikt nie będzie siedząc w domu myślał „Ryan Tedder dał Beyoncé i Kelly tę samą piosenkę.” Nie, oni będą po prostu mówić, że ja ją skopiowałam. Zadzwoniłam do Ryana i powiedziałam: „Nie rozumiem. Dlaczego to zrobiłeś?”

Clarkson zażądała od swojej wytwórni, aby ta usunęła z All I Ever Wanted „Already Gone” ze względu na duże podobieństwo do „Halo”. Jednak RCA nie zgodziła się i opublikowała utwór wbrew woli wokalistki.

Ostatecznie zdecydowli, że wydadzą utwór bez mojej zgody. Nie podoba mi się to, ale jest to jedna z rzeczy, nad którymi nie mam kontroli. Dopiero co skompletowałam swój album. W tej sytuacji wytwórnia może z nim zrobić cokolwiek zechce. To trochę gówniana sytuacja, ale... wiesz, ciągle się czegoś uczysz.

## Tworzenie i inspiracje
W wywiadzie dla witryny HitQuarters współautor piosenki Evan Bogart przyznał, że jedną z inspiracji do napisania „Halo” był Ray Lamontagne. Podczas sesji powiedział on do Teddera: „Powinniśmy napisać coś w stylu ‘Sheler’ Raya LaMontagne’a dla Jaya-Z i Beyoncé.” Utwór został skomponowany w studiu Teddera, a jego skompletowanie zajęło 3 godziny.

## Promocja
Knowles zaśpiewała „Halo” po raz pierwszy na gali NAACP Awards, na której zdobyła nagrodę dla najlepszej wokalistki. Poza tym wielokrotnie wykonywała piosenkę w ramach promocji Obsessed, filmu ze swoim udziałem.
22 kwietnia 2009 roku, podczas wizyty w Late Show with David Letterman, po udzieleniu wywiadu, zaśpiewała „Halo”. Dzień później wykonała utwór w programie Today.
28 czerwca Beyoncé zaśpiewała „Halo” z nieco zmienionym tekstem na gali BET Awards w ramach hołdu wobec Michaela Jacksona, a 22 stycznia podczas telethonu na rzecz ofiar trzęsienia ziemi na Haiti. Specjalnie na tę okoliczność w tekście kilka razy pojawiło się słowo Haiti.
„Halo” wydana została na międzynarodowej ścieżce dźwiękowej brazylijskiej opery mydlanej Droga do Indii, co pomogło piosence odnieść większy sukces w krajach, gdzie emitowano serial, czyli w Brazylii i Portugalii.
Piosenka wykonana została w jednym z odcinków serialu Glee. Wersja ta zajęła 8. miejsce na liście UK Singles Chart.

## Przyjęcie
Piosenka spotkała się z bardzo dobrymi opiniami od krytyków. Magazyn Billboard napisał: „w ‘Halo’ Beyoncé śpiewa wyżej niż zwykle na tle perkusji i imponującej melodii pianina” oraz „'Halo’ posiada popowe brzmienie z subtelnym oddźwiękiem R&B, które powinno sprawić, że zajmie miejsca na szczytach list. Można ją porównać do 'Bleeding Love' Leony Lewis, jednak ‘Halo’ posiada własną wysoką jakość.” Michael Slezak z Entertainment Weekly uznał, że „'Halo’, absolutnie wspaniały i perfekcyjnie wyprodukowany utwór, powinien stać się tak dużym hitem, jak 'Irreplaceable' i 'Crazy in Love'.” Digital Spy opisał „Halo” jako „muskularną hybrydę 'Umbrella' i ‘Bleeding Love’.” Kiedy singel ukazał się w Wielkiej Brytanii Digital Spy po raz kolejny ocenił utwór: „'Halo’ to ballada podobna do ‘Bleeding Love’: z umiarkowanymi bitami, prostą melodią i masą emocji. Czy Lewis potrafiłaby zaśpiewać to lepiej? To oczywiście kwestia dyskusyjna, ale Mrs. Jay-Z nie zostawiła wiele miejsca w pokoju na wykazanie się.” Boston Globe napisał, że „'Halo’ to do tej pory najbardziej sugestywna ballada, jaką nagrała Beyoncé. To epicka, miłosna piosenka, która brzmi tak, jakby to Phil Spector użył swojej magii miksując ją. Nie zważajmy na tekst; ‘Halo’ to przede wszystkim narastanie, począwszy od głosu chórku na początku, który osiąga punkt kulminacyjny w momencie, gdy Beyoncé wypowiada słowo ‘halo’.”
Piosenka otrzymała dwie nominacje do nagród Grammy w kategoriach: nagranie roku oraz najlepsze kobiece wokalne wykonanie popowe, ostatecznie wygrywając statuetkę w drugiej z nich. Poza tym „Halo” zdobyła wyróżnienie dla piosenki roku na gali MTV Europe Music Awards, a także nominację w kategorii najlepsza miłosna piosenka na Teen Choice Awards.

## Sukces komercyjny
„Halo” zadebiutowała 7 lutego 2009 roku na 93. miejscu Billboard Hot 100, docierając ostatecznie na 5. pozycję. Dzięki temu Knowles stała się artystką z największą liczbą piosenek w pierwszej dziesiątce Hot 100 w dekadzie. Singel spędził w sumie ponad 30 tygodni w pierwszej czterdziestce listy. „Halo” uzyskał status podwójnej platyny w Stanach Zjednoczonych za sprzedaż powyżej 2 mln kopii.
W Nowej Zelandii piosenka zadebiutowała na 40. miejscu listy, po czym awansowała na 6. pozycję, docierając ostatecznie na 2. miejsce w czwartym tygodniu. Stała się tym samym trzecim konsekwentnym singlem numer dwa Knowles w tym kraju, po „If I Were a Boy” oraz „Single Ladies (Put a Ring on It)”. Singel pokrył się platyną w Nowej Zelandii za sprzedaż powyżej 15 tys. kopii. W sumie „Halo” pozostawał 33 tygodnie w zestawieniu, najwięcej ze wszystkich utworów w 2009 roku. 7 lutego „Halo” stał się najczęściej odtwarzanym utworem w australijskich stacjach radiowych. Singel zadebiutował na 29. miejscu Australian ARIA Singles Chart, awansując na 3. pozycję. „Halo” pokrył się w Australii dwukrotną platyną ze 140 tys. sprzedanych egzemplarzy.
15 lutego 2009 roku „Halo” zadebiutowała na 98. miejscu UK Singles Chart wyłącznie w oparciu o zakup w formie digital download, osiem tygodni przez oficjalną premierą. Po sześciu tygodniach singel dotarł na 4. pozycję, w sumie spędzając 42 tygodnie w czołowej setce listy. „Halo” obecny był w zestawieniu niemal cały rok i jest jednym z najlepiej sprzedających się singli wokalistki w Wielkiej Brytanii, ze sprzedażą ok. 500 tys. kopii.

## Wideoklip
Premiera wideoklipu nastąpiła 23 grudnia w iTunes, równocześnie z debiutem teledysku „Diva”.
Teledysk nakręcony został pod koniec listopada przez Philipa Andelmana. W rolę chłopaka wokalistki wcielił się aktor Michael Ealy. Piosenka została specjalnie dla wideoklipu skrócona z 4:21 do 3:44. Knowles śpiewa utwór zaledwie przez krótki fragment teledysku, w pozostałych częściach stanowi on tło dla dziejących się wydarzeń.
„Halo” zajął 79. miejsce na liście najlepszych wideoklipów 2009 roku według BET.

## Lista utworów
Australia
1. „Halo” – 4:21
2. „Single Ladies (Put a Ring on It)” (remiks) – 3:32

Belgia
1. „Halo” – 4:21
2. „Diva” – 3:20

Brytyjski minialbum
1. „Halo” (Olli Collins & Fred Portelli Remix) – 6:58
2. „Halo” (Clyde McKnight Remix) – 5:49
3. „Halo” (My Digital Enemy Remix) – 6:33
4. „Halo” – 4:21

Amerykański minialbum
1. „Halo” – 3:44
2. „Halo” (Dave Audé Club Remix) – 8:54
3. „Halo” (Gomi Club Remix) – 8:57
4. „Halo” (Karmatronic Club Remix) – 7:13
5. „Halo” (Lost Daze Club Remix) – 8:02

## Pozycje na listach
| Lista (2009)                         | Najwyższa pozycja |
| ------------------------------------ | ----------------- |
| Australian Singles Chart             | 3                 |
| Austrian Singles Chart               | 6                 |
| Belgian Singles Chart (Flandria)     | 18                |
| Belgian Singles Chart (Walonia)      | 15                |
| Brazilian Hot 100 Airplay            | 1                 |
| Canadian Hot 100                     | 3                 |
| Czech Airplay Chart                  | 2                 |
| Danish Singles Chart                 | 15                |
| Dutch Top 40                         | 9                 |
| Eurochart Hot 100 Singles            | 4                 |
| French Digital Singles Chart         | 9                 |
| German Singles Chart                 | 5                 |
| Irish Singles Chart                  | 4                 |
| Italian Singles Chart                | 4                 |
| Norwegian Singles Chart              | 1                 |
| New Zealand Singles Chart            | 2                 |
| Romanian Singles Chart               | 11                |
| Slovak Airplay Chart                 | 1                 |
| Spanish Singles Chart                | 5                 |
| Swedish Singles Chart                | 8                 |
| Swiss Singles Chart                  | 4                 |
| UK Singles Chart                     | 4                 |
| UK Airplay Chart                     | 1                 |
| U.S. Billboard Hot 100               | 5                 |
| U.S. Billboard Hot Dance Club Play   | 1                 |
| U.S. Billboard Hot R&B/Hip-Hop Songs | 16                |
| U.S. Billboard Pop Songs             | 2                 |

### Certyfikaty
| Kraj              | Certyfikat              |
| ----------------- | ----------------------- |
| Australia         | 2× Platyna (140.000+)   |
| Kanada            | Platyna (40.000+)       |
| Niemcy            | Złoto (150.000+)        |
| Nowa Zelandia     | Platyna (15.000+)       |
| Hiszpania         | 2× Platyna (80.000+)    |
| Wielka Brytania   | Złoto (400.000+)        |
| Stany Zjednoczone | 2× Platyna (2.000.000+) |

### Listy podsumowujące cały rok
| Lista (2009)                         | Pozycja |
| ------------------------------------ | ------- |
| Australian Singles Chart             | 7       |
| Canadian Hot 100                     | 12      |
| European Hot 100 Singles             | 33      |
| German Singles Chart                 | 18      |
| New Zealand Singles Chart            | 8       |
| Billboard Hot 100 Singles 2009       | 24      |
| Billboard Pop Songs 2009             | 18      |
| Billboard Hot Digital Songs 2009     | 26      |
| Billboard Hot R&B/Hip-Hop Songs 2009 | 79      |
| Billboard Hot Radio Songs 2009       | 25      |
| Swedish Singles Chart                | 5       |
| UK Singles Chart                     | 25      |

## Daty wydania
| Kraj              | Data              | Detale               |
| ----------------- | ----------------- | -------------------- |
| Stany Zjednoczone | 20 stycznia 2009  | radio                |
| Brazylia          | 11 lutego 2009    | radio                |
| Australia         | February 21, 2009 | CD                   |
| Niemcy            | 3 kwietnia 2009   | CD                   |
| Wielka Brytania   | 13 kwietnia 2009  | CD, digital download |